# Ландбек, Христиан Людвиг
Христиан Людвиг (Луи) Ландбек (1807—1890) — видный германский орнитолог.
Принял участие в экспедиции в Чили и описал много видов птиц, сотрудничая с Рудольфом Амандусом Филиппи. Заведовал публикацией Naturgeschichte aller Vögel Europas.

## Память
Филиппи назвал в честь компаньона кактус Cereus coerulescens var. landbeckii. Также в его честь были названы: Calceolaria landbeckii: (1860), растение из семейства Calceolariaceae , Gnaphalium landbeckii: (1864), растение из трибы Gnaphalieae, Bombylius landbecki: (1865), насекомое из семейства Bombyliidae , Allidiostoma landbecki: (1873), насекомое из подсемейства Allidiostomatinae и растение Tillandsia landbeckii.

## Публикации
- Nachtrag zur Aufzählung der Vögel Würtemberg, 1836 — Addendum to supplement of birds in Württemberg.
- Systematisches Verzeichniss der Vögel Württembergs, 1846 — Systematic directory of birds in Württemberg.[7]